# Tableau de signes
En mathématiques, un tableau de signes est un tableau à double entrée qui permet de déterminer le signe d'une expression algébrique factorisée, en appliquant la règle des signes et en facilitant l'organisation du raisonnement.
Si la forme algébrique est l'expression d'une fonction réelle d'une variable réelle, on dresse un tableau de signes à 2 lignes :
- une ligne pour la variable, sur laquelle on trouve les bornes de l'ensemble de définition de la fonction, et les valeurs pour lesquelles la fonction change de signe.
- une ligne pour les signes de la fonction, que l'on indique par un symbole {\displaystyle +}ou {\displaystyle -}, ainsi que des {\displaystyle 0} sous les valeurs pour lesquelles la fonction change de signe.

Exemple 1 : soit la fonction {\displaystyle f} définie pour tout réel {\displaystyle x} par {\displaystyle f(x)=x^{2}-3x+2}.
Il s'agit d'une fonction du second degré dont les deux racines sont 1 et 2 et le coefficient {\displaystyle a=1>0}.
Le tableau de signes de cette fonction est donc le suivant :
{\displaystyle {\begin{array}{|c|ccccccc|}\hline x&-\infty &&1&&2&&+\infty \\\hline {\text{signes de }}f(x)&&+&0&-&0&+&\\\hline \end{array}}}

Si la forme algébrique à étudier comporte un nombre n de facteurs, le tableau possède n + 2 lignes :
- une ligne pour la variable et les valeurs importantes de celle-ci, qui sont principalement celles pour lesquelles l'expression change de signe
- une ligne pour chaque facteur,
- une ligne pour la conclusion.

## Cas d'un produit
Exemple 2 : soit l'inéquation {\displaystyle x^{3}+6x^{2}+12x\geqslant -8\,}.
Pour résoudre ce type d'inéquations par tableau de signes, on regroupe tout dans le premier membre pour avoir zéro dans le second puis on factorise le premier membre obtenu.
Ceci grâce à la règle :
Pour connaître le signe d'un produit, il suffit de chercher celui de chacun de ses facteurs, puis d'en déduire celui du produit grâce à la règle des signes.
Ici, on a
{\displaystyle x^{3}+6x^{2}+12x+8\geqslant 0\Longleftrightarrow (x+2)^{3}\geqslant 0\,}
d'après l'identité remarquable {\displaystyle (a+b)^{3}=a^{3}+3a^{2}b+3ab^{2}+b^{3}\,}.
Résoudre cette inéquation revient à chercher le signe de {\displaystyle (x+2)^{3}\,}, c'est-à-dire celui de {\displaystyle x+2\,}.
On a alors le tableau de signes suivant :
| {\displaystyle -\infty \,} | {\displaystyle -2\,} | {\displaystyle +\infty \,} |

| {\displaystyle -\,} | {\displaystyle 0\,} | {\displaystyle +\,} |

| {\displaystyle -\,} | {\displaystyle 0\,} | {\displaystyle +\,} |

On en conclut que l'ensemble des solutions de cette inéquation est: {\displaystyle [-2;+\infty [\,}.

## Cas d'un quotient
Exemple 3: Soit l'inéquation {\displaystyle {\frac {1-2x}{x-3}}\geqslant 0}.
La règle vue plus haut pour un produit est valable aussi pour un quotient, à condition d'avoir vérifié pour quelle(s) valeur(s) ce quotient n'existe pas. Ici, il ne faut pas que {\displaystyle x-3=0\,} donc il ne faut pas que {\displaystyle x=3\,}.
Alors on fait le tableau de signes suivant:
| {\displaystyle -\infty } | {\displaystyle {\frac {1}{2}}\,} |  | {\displaystyle 3\,} | {\displaystyle +\infty } |

| {\displaystyle +} | 0 | {\displaystyle -} | {\displaystyle -} | {\displaystyle -} |

| {\displaystyle -} | {\displaystyle -} | {\displaystyle -} | 0 | {\displaystyle +} |

| {\displaystyle -} | 0 | {\displaystyle +} | {\displaystyle \|\|} | {\displaystyle -} |

L'ensemble des solutions est donc :{\displaystyle \left[{\frac {1}{2}};3\right[}.
on peut rajouter que pour trouver la troisième ligne du tableau il suffit de multiplier les signes de la même colonne.